# Saint-Maurice-près-Pionsat
Saint-Maurice-près-Pionsat é uma comuna francesa na região administrativa de Auvérnia-Ródano-Alpes, no departamento Puy-de-Dôme. Estende-se por uma área de 30,93 km². Em 2010 a comuna tinha 378 habitantes (densidade: 12,2 hab./km²).